# BRP Ivatan (AT-298)
Le BRP Ivatan (LC-298) (ex-HMAS Brunei (L 127), de la Marine royale australienne) est une grande embarcation de débarquement ou Landing Craft en anglais) de la marine philippine acquise en 2015. Son sister-ship est le BRP Batak (AT-299) ex-HMAS Tarakan (L 129).

## Histoire
Ce navire est issue des huit unités de la classe classe Balikpapan construites au chantier naval Walkers Limited de Maryborough (province du Queensland en Australie.
Le HMAS Brunei (L 127) a été retiré du service de la Marine royale australienne en 2014. Le navire a été rénové avant sa remise aux Philippines. Il a pris le nom de BRP Ivatan du nom ethnique du peuple Ivatan des îles Batanes.
En tant que transport de troupe, il peut embarquer 400 hommes. Sa charge maximale en matériel roulant est de 190 tonnes, soit 3 chars Leopard 1, 13 véhicules de transport de troupes M113, 23 petits camions ou 4 LARC-V (véhicule cargo amphibie).
Il est le premier navire à s’amarrer au port nouvellement construit sur l'île disputée de Pag-Asa en mai 2020.

### Note et référence
1. ↑  (en-US) « PH Navy makes historic ship docking on Pag-asa island », sur Manila Bulletin News (consulté le 25 mai 2020)

- (en) Cet article est partiellement ou en totalité issu de l’article de Wikipédia en anglais intitulé « HMAS Brunei (L 127) » (voir la liste des auteurs).